# História de Riga

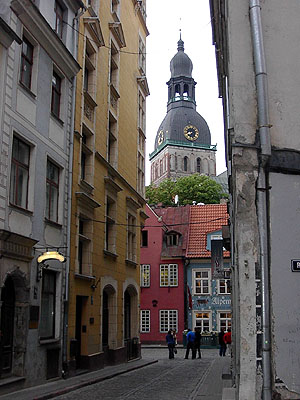
A catedral de Riga vista de uma de suas ruas estreitas.

A cidade está situada num antigo assentamento dos livônios, uma antiga tribo fínica, na confluência dos rios Daugava e Ridzene. Este último era antigamente conhecido como Rio Riga no ponto onde existia um porto natural chamado Lago Riga. Ambos desapareceram. Acredita-se que o nome do antigo rio tenha dado origem ao da cidade.
A fundação da moderna Riga é atribuída pelos historiadores à chegada de comerciantes germânicos, mercenários e cruzados na região, na segunda metade do século XII, atraídos pela região pouco povoada, pelo mercado potencial e pelas oportunidades missionárias de conversão religiosa da população local ao Cristianismo. Mercadores alemães estabeleceram um entreposto para comércio com os povos bálticos, próximo ao assentamento Liv em Riga em 1158. O monge agostiniano Meinhard construiu um mosteiro por lá por volta de 1190.

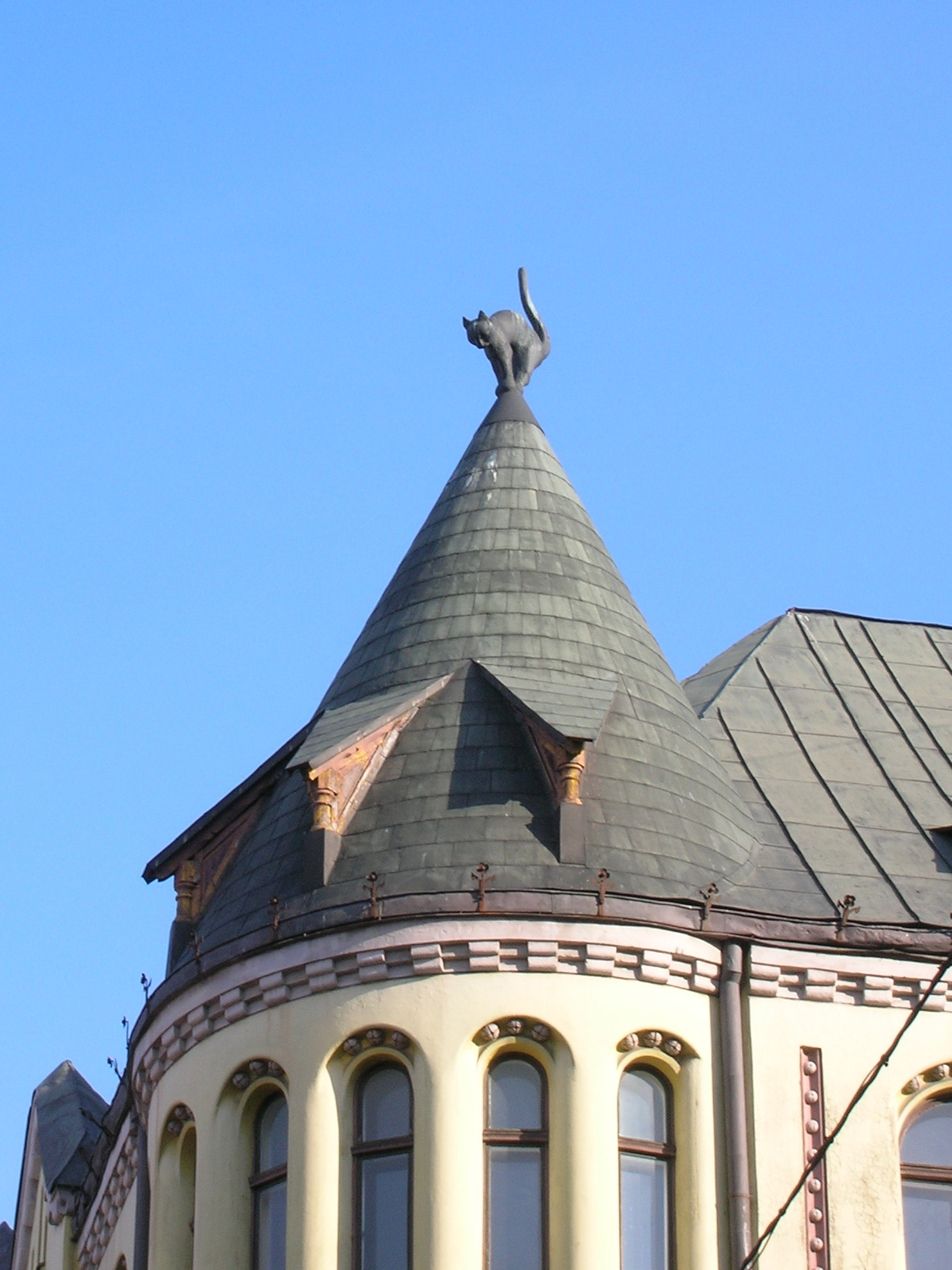
A Casa do Gato, em Riga.

O bispo Alberto de Buxhoeveden foi nomeado bispo da Livônia por seu tio Hartwig, Arcebispo de Bremen e Hamburgo, em 1199. Ele chegou a Riga em 1201 com 23 navios e mais de 1500 cruzados em armas, tornando Riga seu bispado. Ali estabeleceu a Ordem dos Irmãos Livônios da Espada (que posteriormente se tornou um ramo dos Cavaleiros Teutônicos) e garantiu foros de cidade a Riga no mesmo ano. Albert foi bem sucedido na conversão de Kaupo de Turaida, rei dos Livônios, ao cristianismo. Apesar disso, tal como relatado em Heinrici Cronicon Lyvoniae, foram necessárias três décadas para obter-se o controle completo da Livônia (Alemão: Livland). Riga, assim como a Livônia e a Prússia ficaram sob os auspícios do Sacro Império Romano Germânico. Não muito depois, nos tempos de Martinho Lutero, estas três regiões se converteram ao Protestantismo.
Riga serviu de porta para o comércio com as tribos bálticas e com a Rússia. Em 1282 a cidade se tornou membro da Liga Hanseática (Alemão: Hanse). A Liga desenvolveu-se a partir de uma associação mercantil e política frouxa entre cidades alemãs e bálticas. Graças ao seu protecionismo econômico que favoreceram seus membros germânicos, a Liga foi muito bem sucedida, porém suas políticas de exclusão produziram competidores. Sua última Dieta reuniu-se em 1669, apesar de seus poderes terem se enfraquecido bastante por volta do final do século XIV, quando as alianças políticas entre a Lituânia e a Polônia, e entre a Suécia, Dinamarca e Noruega limitaram sua influência. Apesar disso, a Hansa foi importante para dar à cidade estabilidade política e econômica, dando-lhe assim uma importância que resistiu às conflagrações políticas que ocorreram posteriormente.

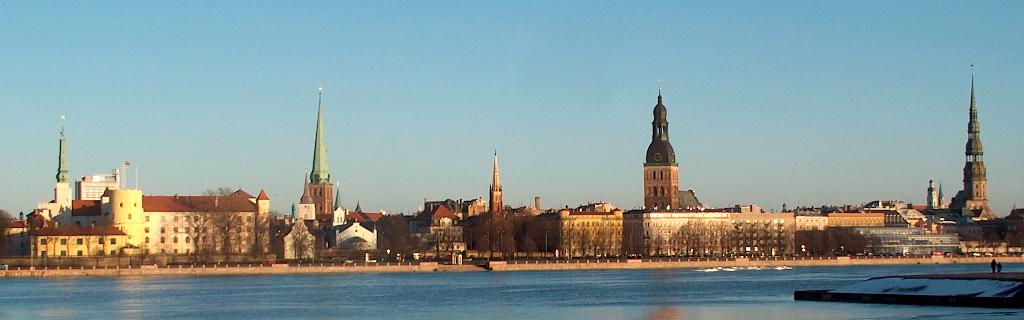
Riga vista do rio Duina Ocidental.

À medida que a influência da Hansa esmorecia, Riga tornava-se objeto de interesses militares, políticos, religiosos e econômicos externos. Riga aceitou a Reforma protestante em 1522, pondo fim ao poder dos arcebispos. Em 1524, uma estátua venerada da Virgem Maria na catedral foi denunciada como bruxaria e submetida a um julgamento, sendo arremessada no rio Daugava (Dvina). A estátua flutuou, e por isso foi denunciada como bruxaria e queimada em Kubsberg. Com o fim dos Cavaleiros Teutônicos em 1561, Riga teve por 20 anos o status de Cidade Livre Imperial. Posteriormente em 1581 a cidade passou à influência da Comunidade Polono-Lituana. Tentativas de reinstituir o catolicismo romano em Riga e no sul da Livônia falharam pois, em 1621, Riga e a fortaleza de Daugavgriva que a cercava ficaram sob o governo de Gustavo Adolfo, rei da Suécia, que interveio na Guerra dos Trinta Anos não apenas para obter ganhos políticos e econômicos, mas também em favor dos protestantes luteranos. Durante a Guerra Russo-Sueca de 1656-1658, Riga resistiu ao cerco dos russos. Riga foi a segunda maior cidade sob domínio sueco até 1710, período no qual a cidade gozou de grande autonomia de governo. Naquele ano, durante a chamada Grande Guerra do Norte, a Rússia, sob o governo do czar Pedro o Grande invadiu Riga. A dominância sueca terminou, e a Rússia emergiu como a grande potência do norte, formalizada pelo Tratado de Nystad em 1721. Riga foi anexada à Rússia e se tornou uma cidade portuária industrializada do Império Russo, no qual permaneceu até a Primeira Guerra Mundial. Por volta de 1900, Riga era a terceira cidade da russa (atrás de Moscou e de São Petersburgo) em número de trabalhadores industriais.

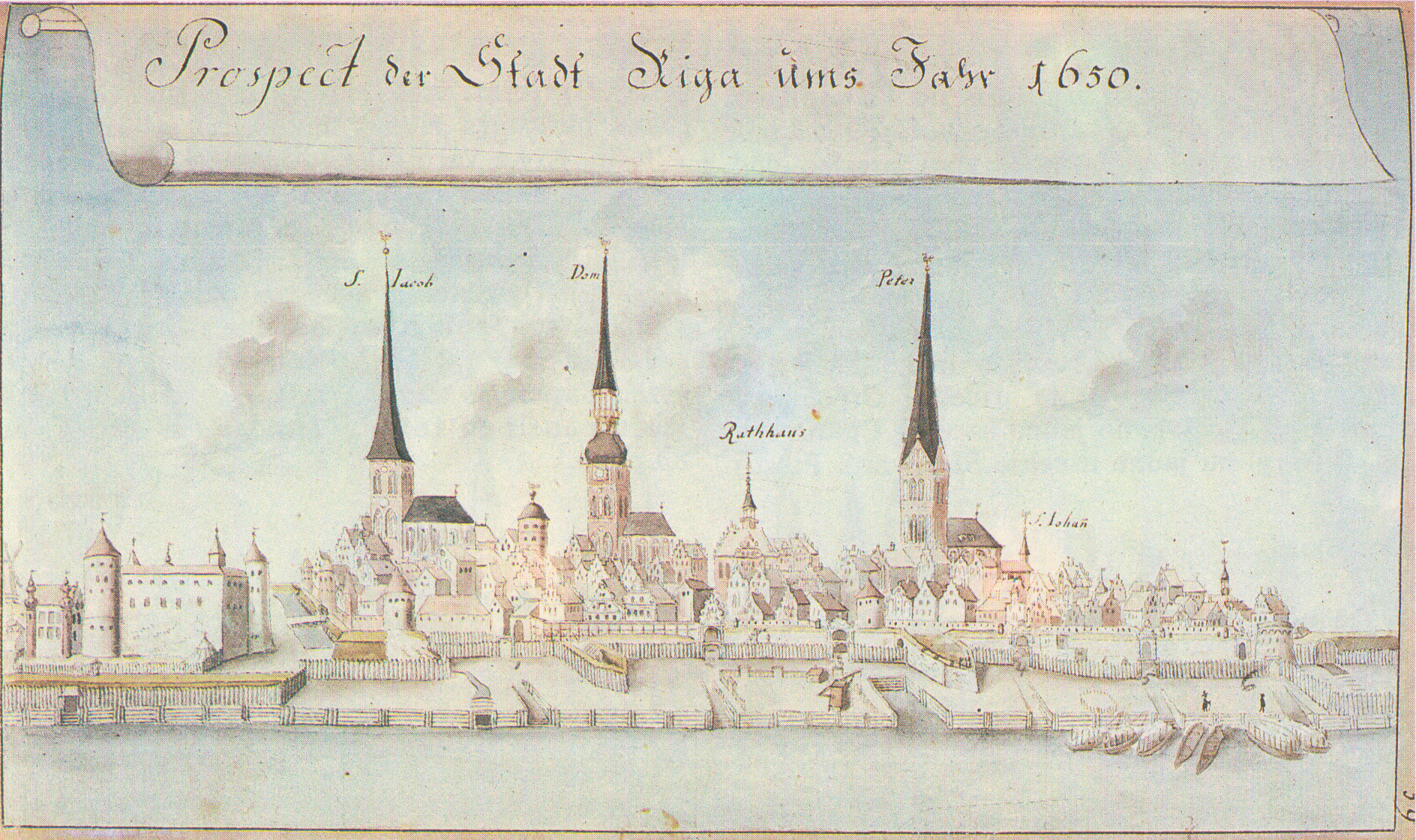
Riga em 1650 (Desenho de Johann Christoph Brotze)

Durante estes vários séculos de guerra e mudanças de poder no Báltico, os balto-alemães de Riga, sucessores dos mercadores e dos Cruzados de Alberto, mantiveram sua posição dominante apesar das mudanças demográficas. Riga até mesmo utilizou a língua alemã como oficial na administração até a imposição da língua russa em 1891 como oficial nas províncias bálticas. Todos os registros de nascimento, casamento e mortes foram mantidos em alemão até aquele ano. Entretanto, os letões suplantaram os alemães como maior grupo étnico na cidade em meados do século XIX, e por volta de 1897 a população era 45% letã (contra 23,6% em 1867), 23,8% alemã (contra 42,9% em 1867), 16,1% russa, 6% judia, 4,8% polonesa, 2,3% lituana e 1,3% estoniana. O surgimento de uma burguesia letã tornou Riga um centro do "despertar nacional letão" com a fundação da Associação Letã de Riga em 1868 e a organização do primeiro festival nacional da canção em 1873. O movimento nacionalista dos Jovens Letões foi seguido pelo socialista "Corrente Nova" durante a rápida industrialização da cidade, culminando na Revolução Russa de 1905, liderada pelo Partido Social Democrata dos Trabalhadores Letões.

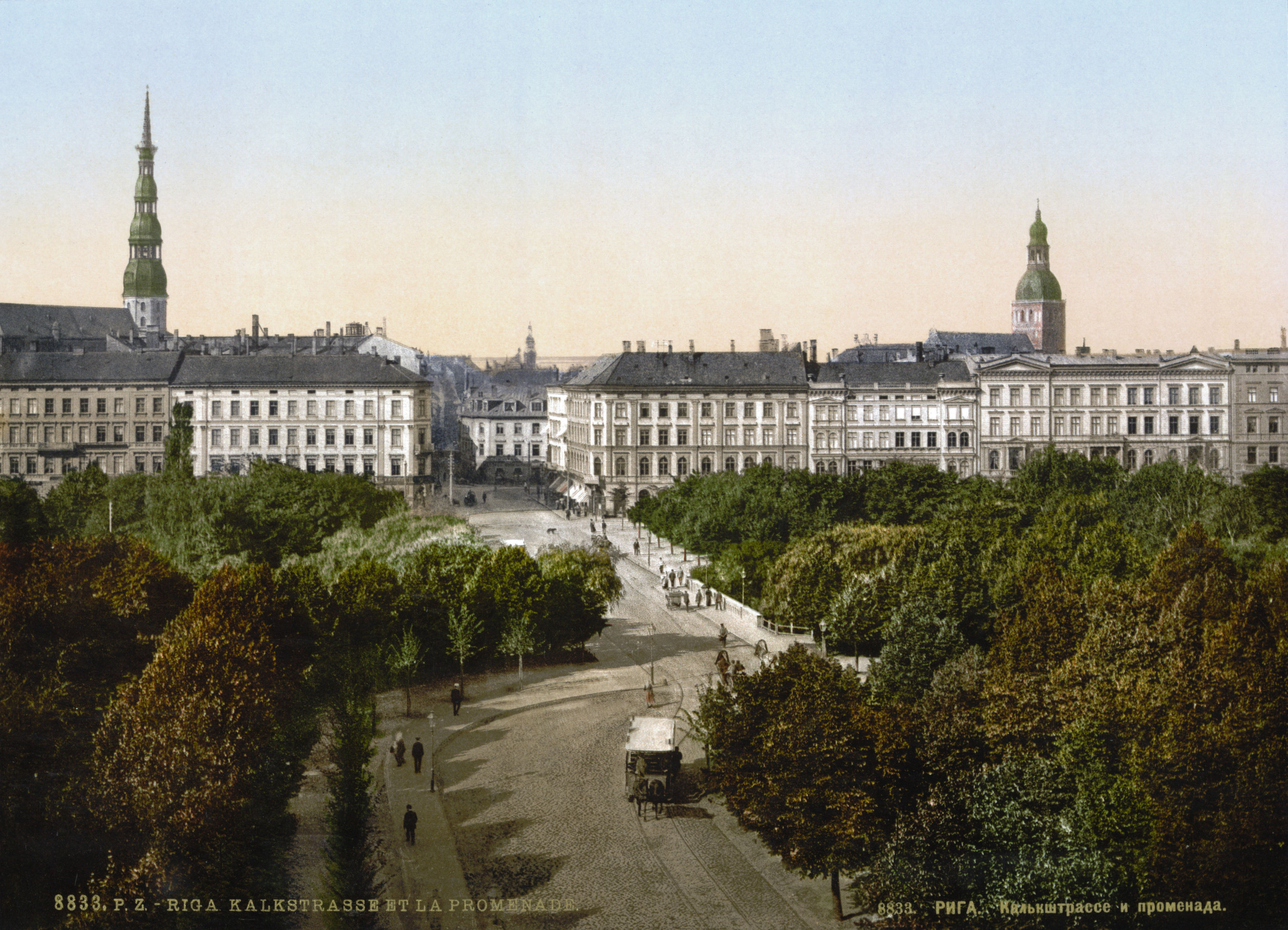
Uma vista de Riga por volta de 1900 em um cartão postal da época.

O século XX trouxe a Primeira Guerra Mundial e o impacto da Revolução Russa de 1917 a Riga. Os alemães marcharam sobre Riga em 1917. No ano seguinte, o Tratado de Brest-Litovsk foi assinado, concedendo os estados bálticos à Alemanha. Por causa do armistício com a Alemanha a 11 de Novembro de 1918, esta teve que renunciar ao tratado, assim como a Rússia, deixando a Letônia e os outros estados bálticos em posição de declarar independência. Assim, após mais de 700 anos sob governos alemães, suecos e russos, a Letônia, tendo Riga como sua capital, declarou-se independente em 18 de Novembro de 1918.

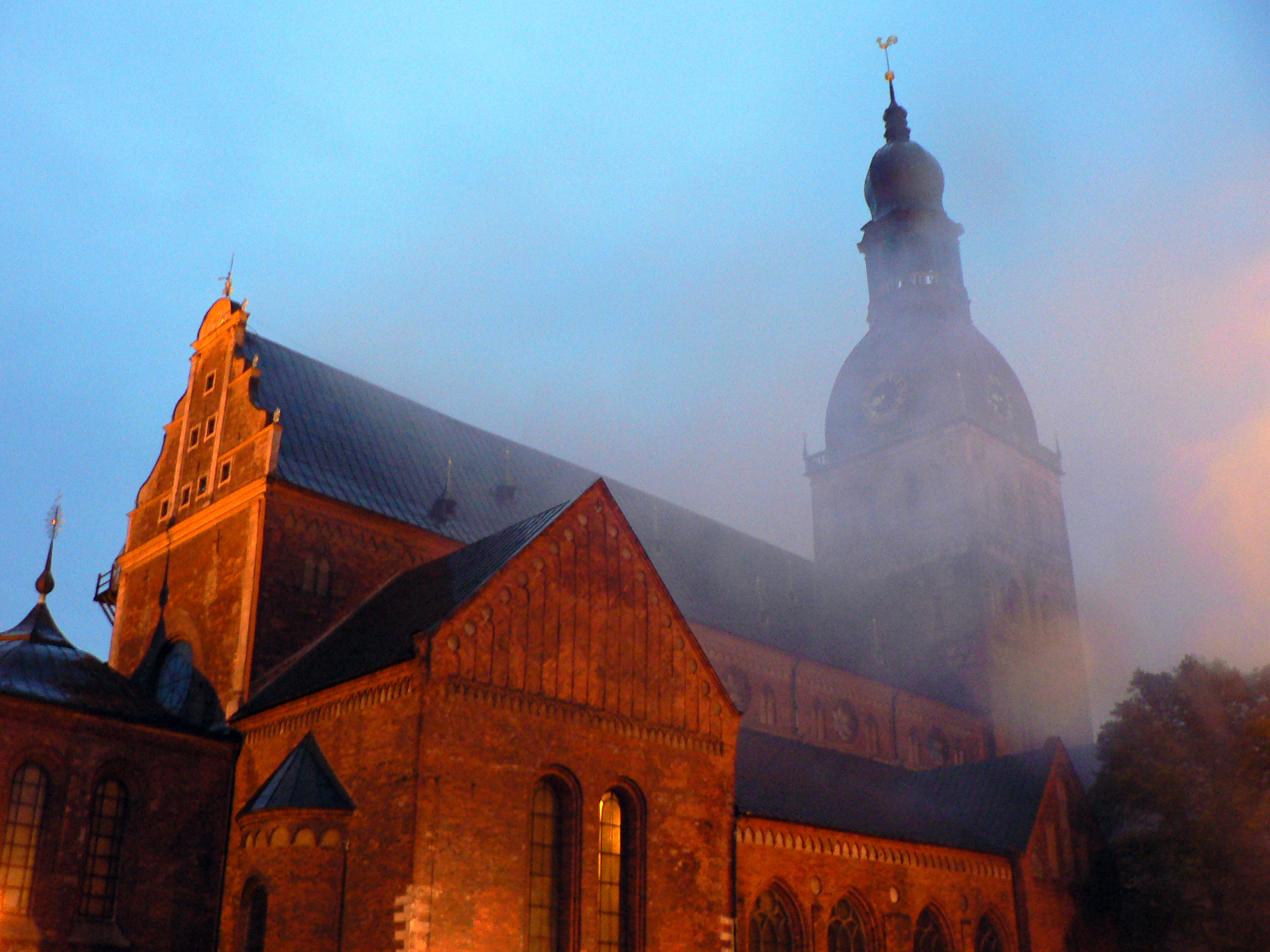
A Catedral Doma, em Riga

No período entre as duas guerras mundiais (1918-1940), Riga e a Letônia mudaram seu foco da Rússia para a Europa Ocidental. Um governo democrático e parlamentar foi instituído. O letão foi reconhecido como língua oficial do país, que também foi admitido na Liga das Nações. Levados pela economia representada pelas vantagens comparativas, o Reino Unido e a Alemanha substituíram a Rússia como principais parceiros comerciais da Letônia. Como sinal dos novos tempos, o primeiro-ministro letão, Kārlis Ulmanis, estudara agricultura e trabalhara como professor na Universidade do Nebraska nos Estados Unidos. Riga foi descrita na época como uma cidade grande, vibrante e imponente, e ganhou de seus visitantes o título de "Paris do Norte".
No entanto este período de prosperidade teve vida curta, pois com a Segunda Guerra Mundial veio a ocupação soviética e a anexação da Letônia em 1940. Também a Alemanha nazista ocupou o território letão entre 1941 e 1944, repatriando os alemães do Báltico à força para a Alemanha após 700 anos vivendo em Riga. A comunidade judia foi forçada a viver num gueto no bairro de Maskavas e num campo de concentração em Kaizerwald. Centenas de milhares de letões pereceram e milhares foram para o exílio em diversos países. A Letônia perdeu 1/3 de sua população. A União Soviética concluiu o controle do país com a derrota do nazismo.
A ocupação soviética no pós-guerra foi marcada por deportações de muitos letões para a Sibéria e outros locais, sob a acusação de terem colaborado com os nazistas. A industrialização forçada e a imigração em larga escala planejada de grande número de não-letões de outras repúblicas soviéticas para Riga, particularmente de russos, transformaram a composição demográfica da cidade. Bairros de edifícios com alta densidade de moradores, como Purvciems, Zolitude e Ziepniekkalns se desenvolveram nos limites da cidade, ligados ao centro por ferrovia. Por volta de 1975 menos de 40% dos habitantes de Riga eram etnicamente letões, uma percentagem que tem crescido após a independência.
Em 1986 a moderna torre de rádio e televisão da cidade foi completada. Seu desenho lembra o da Torre Eiffel.
A política de reformas econômicas da Perestroika conduzidas por Mikhail Gorbachev levaram a uma situação, no final da década de 1980, em que várias repúblicas soviéticas, incluindo a Letônia, puderam obter sua independência. (Veja História da Letônia). O país declarou sua independência completa de facto em 21 de Agosto de 1991, a qual foi reconhecida pela Rússia em 6 de Setembro do mesmo ano. O país ingressou nas Nações Unidas no dia 17 de Setembro, e todas as forças militares russas foram retiradas entre 1992 e 1994.
Em 2001, a cidade celebrou seus 800 anos de fundação. Em 29 de Março de 2004 o país ingressou na OTAN. No dia 1 de Maio do mesmo ano, ingressou na União Europeia.
Ainda em 2004, o surgimento de linhas aéreas com tarifas reduzidas resultou em voos baratos de outras cidades europeias, como Londres e Berlim, e consequentemente um substancial aumento do número de turistas.

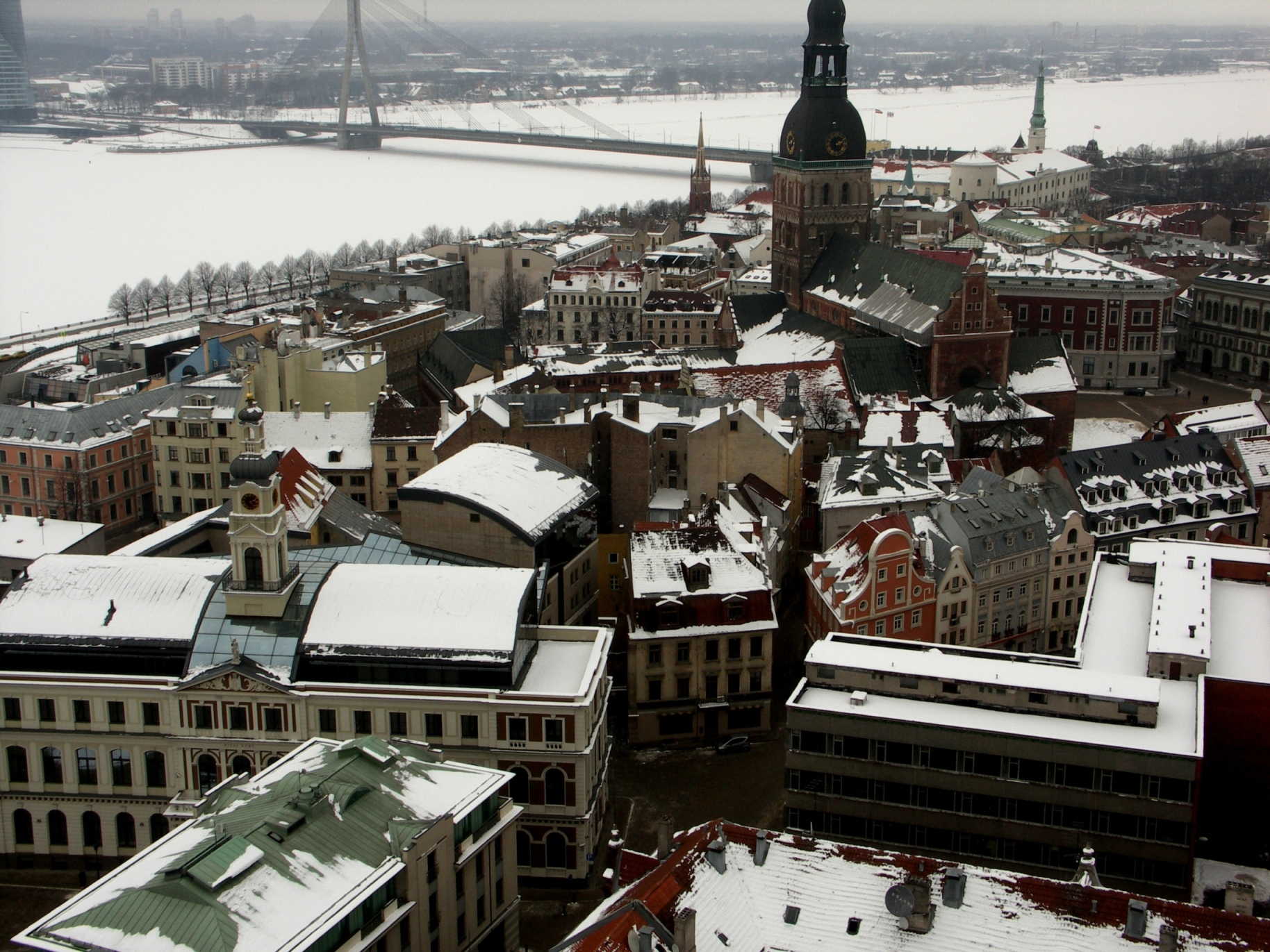
Vista da cidade a partir da Igreja de São Pedro